# Le Nouvel Ami de Bart
Le Nouvel Ami de Bart est le onzième épisode de la vingt-sixième saison de la série télévisée Les Simpson et le 563e épisode de la série. Il est sorti en première sur le réseau Fox le 11 janvier 2015.

## Synopsis
Homer apprend qu'il existe un autre inspecteur de la sécurité à la centrale et que c'est grâce à lui qu'il n'a jamais été renvoyé. Malheureusement, ce doublon prend sa retraite. Comme personne ne lui succède, Homer devient obligé de faire toutes les démarches lui-même. Ce manque de distraction le conduit au burnout mais Marge suggère que la famille pourrait visiter un cirque en famille. Une fois là-bas, Homer est malheureusement incapable de se désintéresser de son travail. Bart lui propose de rendre visite à un hypnotiseur qui le ramène alors à l'âge mental d'un enfant de dix ans.

## Réception
Lors de sa première diffusion l'épisode a attiré 4,28 millions de téléspectateurs.

## Remarques
À la fin de l'épisode (pendant la diffusion aux États-Unis), Maggie tient un fanion sur lequel est écrit "Je suis Charlie", en hommage à l'attentat contre Charlie Hebdo, survenu quelques jours avant la diffusion de l'épisode.
En revanche, quand l'épisode a été diffusé en Belgique et en France, cette partie a été retirée. Cependant, la scène en question a été montrée aux téléspectateurs par un chroniqueur pendant l'émission Touche pas à mon poste diffusée quelques jours après les attentats.